# Maam Steading

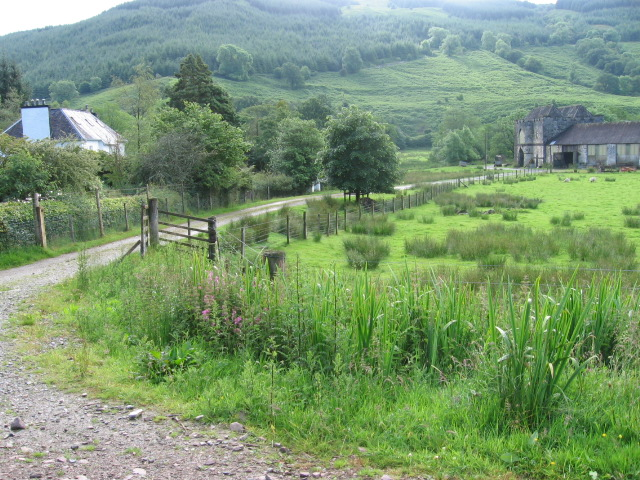
Maam Farm

Als Maam Steading wird die Stallung der Maam Farm bezeichnet. Der Bauernhof befindet sich in der schottischen Council Area Argyll and Bute wenige Kilometer nordöstlich von Inveraray und liegt auf den Ländereien von Inveraray Castle im Tal Glen Shira. Der Fluss Shira passiert die Gebäude im Osten. Maam Steading ist über einen Verbindungsweg zwischen den verschiedenen Einrichtungen von Inveraray Castle über die Dubh Loch Bridge zu erreichen.
In den 1780er Jahren gab der Duke of Argyll den Bau des Bauernhofes in Auftrag. Als Architekt wurde Robert Mylne, der auch zahlreiche weitere Gebäude für den Herzog baute, mit der Planung beauftragt. Um 1786 wurden zwei ähnliche und bis heute erhaltene Pläne für die Gebäude eingereicht, welche beide dem tatsächlich gebauten Hof ähneln, diesem aber nicht im Detail entsprechen. Der Bau wurde schließlich im Jahre 1790 abgeschlossen. Als leitender Steinmetz fungierte John Mason. 1971 wurde die Maam Steading in die schottischen Denkmallisten in der höchsten Kategorie A aufgenommen.

## Beschreibung
Maam Steading wurde im neogotischen Stil erbaut. Zentral liegt die zweistöckige Scheune, die aus Bruchstein gebaut und mit Schiefer verkleidet ist. Anhand von Spuren kann darauf geschlossen werden, dass dieses Gebäude einst in der traditionellen Harling-Technik verputzt war. Durch eine mittige, halbrunde Ausbuchtung führt ein in einen einfach gearbeiteten Spitzbogen zulaufender Torweg auf das Gelände. Die Scheune schließt mit umlaufenden Zinnen ab und besitzt zwei nebeneinanderliegende Walmdächer. Diese sind heute mit Wellblechen gedeckt, wobei im Originalzustand wahrscheinlich Schieferschindeln genutzt wurden. Auf der Gebäuderückseite liegt oberhalb des Spitzbogens des Torwegs ein weiterer. Durch diese Öffnung wurde einst eingelagertes Material auf den Hof entladen. Beiderseits des Torweges befinden sich heute blinde Fensteröffnungen, die ebenfalls Spitzbögen aufweisen. Im Obergeschoss sind hingegen zwei heute ebenfalls blinde Ochsenaugen sowie oberhalb des oberen Spitzbogens ein weiteres Ochsenauge zu finden. Von der Scheune gehen beidseitig einstöckige Stallungen ab. Diese beschreiben jeweils einen Viertelkreis, sodass insgesamt eine halbkreisförmige Struktur entsteht. Die stumpfen Enden des Halbkreises schließen mit burgähnlichen Blendmauern ab. Ursprünglich war es geplant die Stallungen in einem Vollkreis zu führen, der Bau wurde jedoch in diesem Stadium abgebrochen und nie vollendet.